# 生死同心
《生死同心》，是於1936年上映的華語電影，由应云卫執導，袁牧之、陈波儿、李清、尤光照領銜主演。本片的主題曲《新中華進行曲》，由江定仙作曲、贺绿汀作詞。

## 劇情
這故事發生在軍閥時代的民國15年（1926年）：某夜，一座囚禁革命分子的軍閥監獄發生火災，革命者李濤趁機越獄成功。軍閥聽聞重要政治犯逃走，立刻懸賞一千元緝拿。剛從南洋回國的華僑柳元杰因長相酷似李濤而在[火車站被暗探誤認，跟蹤到家逮捕歸案。在法庭上，證人們一口咬定柳元杰就是李濤，律師雖提出證據卻不被採信。法官判決柳元杰無期徒刑並終身褫奪公權，未婚妻趙玉華無罪。趙玉華千方百計想救出他，反而因此傾家蕩產。李濤聞訊，暗中幫助趙玉華解決生活困難。引導她走上革命道路，參加地下革命組織，進行反對軍閥的宣傳工作。不久，北伐軍進入城內，李濤率領民眾配合作戰，並救出柳元杰。在勝利到來時，李濤不幸中彈，臨終前向柳元杰及趙玉華坦白自己的身分。他那英勇頑強戰鬥的形象，鼓舞著民眾加入革命的行動，向軍閥發起更猛烈的進攻。

## 演員
| 演員   | 角色   | 備註                                   |
| 袁牧之 | 柳元杰   | 長相與李濤相似的華僑，被暗探誤認而坐牢 |
| 袁牧之 | 李濤   | 革命分子                               |
| 李清   | 韓鐵夫 |                                        |
| 陈波儿 | 趙玉華 | 柳元的未婚妻                           |
| 尤光照 | 看守   | 監獄看守                               |
| 嚴工上 | 推事   |                                        |
| 劉莉影 | 趙母   | 趙玉華母親                             |
| 譚志遠 | 檢察官 |                                        |
| 崔嵬   | 囚犯   |                                        |
| 田烈   | 囚犯   |                                        |
| 李滌之 | 典獄長 |                                        |
| 郝恩星 | 警長   |                                        |
| 劉尚文 | 偵探長 |                                        |
| 陳毅亭 | 包探   |                                        |
| 謝俊   | 彭律師 | 柳元的律師                             |
| 馮志成 | 醉漢   |                                        |
| 劉茫   | 鄰人   |                                        |
| 王庭樹 | 鄰人   |                                        |
| 王飛娟 | 殷小姐 |                                        |
| 王夢石 | 胡大中 |                                        |
| 唐巢父 | 門房   |                                        |
| 田琛   | 黨員   |                                        |
| 姚萍   | 黨員   |                                        |
| 范寅甫 | 黨員   |                                        |
| 孫敬   | 黨員   |                                        |
| 趙明   | 黨員   |                                        |
| 钱千里 | 黨員   |                                        |
| 蕭湘   | 黨員   |                                        |
| 張瑞芬 | 黨員   |                                        |
| 袁曼莉 | 黨員   |                                        |
| 英茵   | 黨員   |                                        |
| 王仲康 | 軍官   |                                        |